# Батха (річка)
Батха — сезонна річка в Чаді.
Батха бере початок на південному сході регіону Вадаї на кордоні з Суданом, на території нагір'я Вадаї. Вона тече зі сходу на захід та впадає у озеро Фітрі поблизу міста Яо. Як і у будь-яких інших річок чи озер в цьому регіоні, режим Батхи залежить від кількості опадів. Під час сезону дощів, зазвичай після раптових паводків, русло річки наповнюється водою, а під час решти року Батха пересихає.
Стік річки поблизу міста Аті в м³/с: